# Лос-Єбенес
Лос-Єбенес (ісп. Los Yébenes) — муніципалітет в Іспанії, у складі автономної спільноти Кастилія-Ла-Манча, у провінції Толедо. Населення — 6451 особа (2010).
Муніципалітет розташований на відстані близько 95 км на південь від Мадрида, 33 км на південний схід від Толедо.
На території муніципалітету розташовані такі населені пункти: (дані про населення за 2010 рік)
- Естасьйон-Емперадор: 51 особа
- Естасьйон-Урда-Пелечес: 75 осіб
- Монтес-де-Мора: 53 особи
- Лос-Єбенес: 6272 особи

## Демографія
Динаміка населення (INE ):

## Галерея зображень

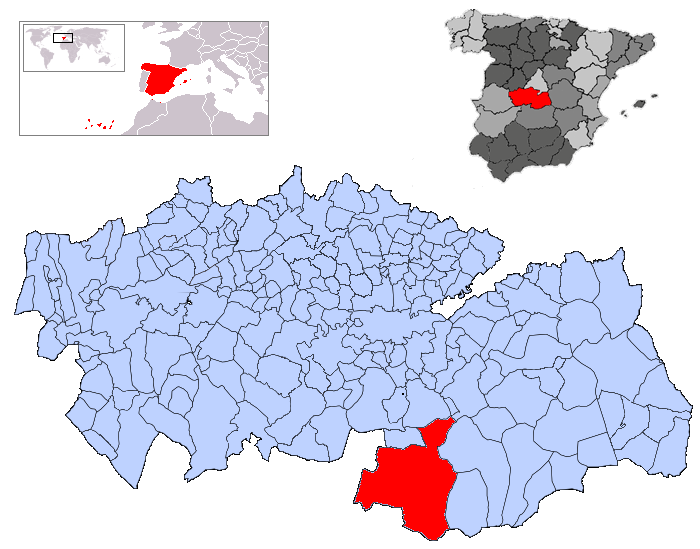
Розташування муніципалітету у провінції Толедо
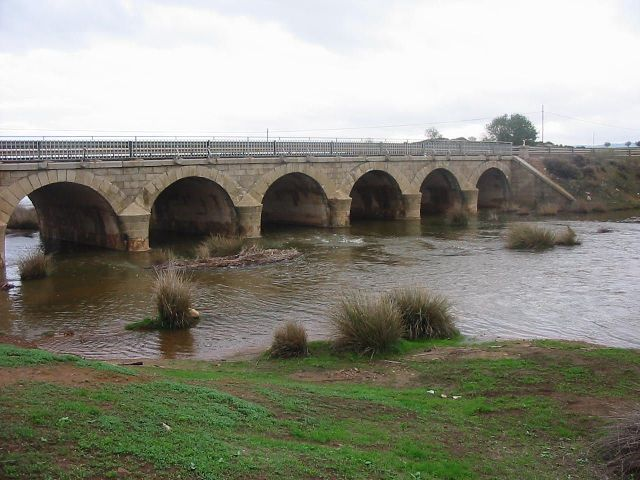
Річка Альгодор
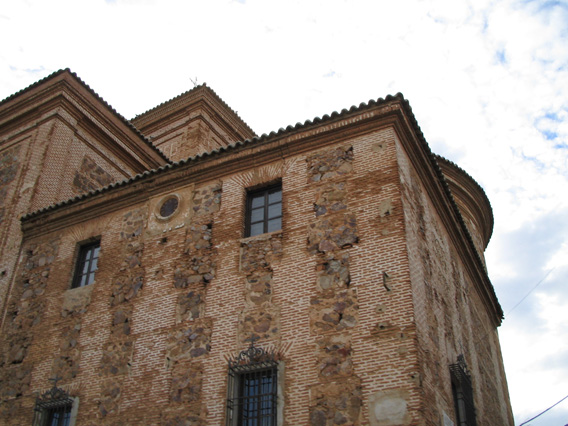
Церква у Лос-Єбенес